# Банда ГТА
Ба́нда ГТА — преступная группировка, совершившая серию убийств в Москве и Подмосковье, преимущественно автомобилистов на трассе М4 «Дон». В СМИ банда получила одноимённое название по аналогии картины совершаемых ими преступлений с игровыми заданиями серии компьютерных игр Grand Theft Auto (сокращённо GTA, рус. ГТА). По данным «Российской газеты», сами члены банды называли себя «джамаатом».
С середины лета 2014 года в прессе и ряде новостных интернет-изданий появилась информация о том, что на трассе М4 «Дон» орудует убийца или несколько убийц, которые по ночам останавливают машины при помощи подброшенных на дорогу устройств для прокалывания шин, а затем, подходя под предлогом помощи (либо проезжая мимо на автомобиле), расстреливают водителя и пассажиров.

## Преступная деятельность
Согласно материалам дела доказано участие банды в 16 эпизодах, членами банды было совершено 17 убийств, двое пострадавших получили тяжёлые ранения.
7 марта 2012 года в селе Ганусово Раменского района Московской области был убит 26-летний таксист из Узбекистана Бахрам Сейтимбетов. Под фальшивым предлогом участники банды заманили его к себе в дом и убили. Его машина в дальнейшем использовалась бандой в преступной деятельности.
22 июля 2012 года в Раменском районе Московской области был застрелен 31-летний таксист из Таджикистана Фируз Каракулов. Его автомобиль также в дальнейшем использовался бандой.
24 сентября 2012 года было совершено нападение на гражданина Китая — 33-летнего Мао Чуао Мея. Около полудня два автомобиля заблокировали автомобиль Mercedes с потерпевшим и его водителем, после чего, угрожая пистолетом, потребовали сумку с деньгами. Предполагается, что данное преступление банда совершила по чьей-то наводке, были похищены от 17 (по словам потерпевшего) до 40 миллионов рублей. Деньги были потрачены на покупку недвижимости, станков для производства оружия и фальшивых документов.
11 июня 2013 года в поселке Менделеево Солнечногорского района был застрелен 30-летний Андрей Зорин, а его подруга Юлия Баранова получила тяжёлые ранения. Преступление было инициировано, чтобы проверить нового участника банды Анвара Улугмарова, который, по его словам, не смог спустить курок, а фактически стрелял Максат Барболов.
3 августа 2013 года было совершено нападение на предпринимателей-азербайджанцев, в результате которого у последних похитили около 300 тысяч рублей.
19 августа 2013 года около АЗС на Новорижском шоссе был застрелен 50-летний Иван Рассолов, ночевавший в джипе на обочине дороги. Предположительно нападавшие планировали продать автомобиль, тем не менее тот был найден брошенным через несколько дней.
11 ноября 2013 года было совершено первое нападение с использованием шипов на дороге. В результате нападения был застрелен Эдуард Микиртумов, ехавший на рыбалку. Было похищено 50 тысяч рублей и дорогой ноутбук.
25 ноября 2013 года преступники напали на 32-летнего предпринимателя Александра К. в столичном районе Бибирево. Результатом стало похищение документов и 98 тысяч рублей.
28 ноября 2013 года банда напала на троих молодых людей, отдыхавших ночью в автомобиле после употребления наркотиков. В результате двое из них скончались, третий получил несколько пулевых ранений и выжил. Бандитов спугнул проезжавший мимо по трассе грузовой автомобиль и они скрылись без ограбления.
3 декабря 2013 года банда совершила нападение на бытовой городок грузчиков товарного парка «Лосиноостровская». Жертвами стали четверо бригадиров. Преступникам не удалось похитить ничего ценного, так как менеджер, доставляющий деньги, прибыл уже после расстрела.
25 февраля 2014 года в районе элитного коттеджного посёлка «Монтевиль» был убит учредитель «ИдеалБанка» Владимир Кирилюк. Бандиты, раздосадованные незначительными денежными суммами у ранее убитых жертв, решили напасть на какого-нибудь «богатого» жителя элитного коттеджного посёлка, которым оказался Владимир Кирилюк, вышедший поздно вечером выгулять собаку за пределы посёлка.
3 мая 2014 года на трассе М4 «Дон» было совершено второе нападение банды с использованием шипов на дороге. Жертвами стали двое пенсионеров, живущих в гражданском браке. В результате нападения банда завладела 50 тысячами рублей и iPad 4. После этого нападения информация о банде стала появляться в СМИ.
4 июня 2014 года около подъезда своего дома был убит Олег Толмачёв — начальник отдела участковых ОМВД по району Ново-Переделкино.
30 июня 2014 года на трассе М4 «Дон» преступники, с использованием шипов остановили автомашину и напали на 53-летнего Алексея Цыганова — водителя маршрутного такси из аэропорта «Внуково». После того, как жертва была застрелена, преступники забрали 60 тысяч рублей, документы и скрылись с места преступления.
17 августа 2014 года на трассе А107 в Раменском районе Подмосковья в результате нападения был застрелен Альберт Юсупов. Он также остановился на обочине, чтобы осмотреть проколы шин от шипов, подброшенных бандитами на дорогу. Из-за оживлённого потока на трассе, преступники не смогли обыскать автомобиль и тело жертвы и скрылись.
3 сентября 2014 года совершено нападение на водителя автомобиля Kia на 38-м километре МКАД около АЗС. Свидетели нападения хорошо запомнили лица нападавших. Записи с камер наблюдения АЗС и отслеживание мобильных телефонов преступников также помогли выявить и задержать всех нападавших, включая главаря.

## Ликвидация банды
В начале ноября 2014 года в прессе появились сообщения о задержании вооружённых преступников (лидер которых — уроженец Средней Азии), предположительно, являющихся теми самыми преступниками, убивавшими водителей на дорогах. Предполагаемыми мотивами преступников были корыстные цели или терроризм. Один из предполагаемых лидеров банды, уроженец Узбекистана Ибайдулло Субханов, который использовал поддельный паспорт на имя Рустама Усманова, был убит при попытке задержания в подмосковном посёлке Удельная, улица Горького, владение 3, в ночь на 6 ноября 2014 года. Он оказал вооружённое сопротивление, бросил гранату, но был уничтожен огнём бойцов спецподразделения «Рысь». В доме, где он находился, начался пожар, вызванный самодельным взрывным устройством, а затем при обыске пепелища нашли около 60 единиц оружия. Кроме того, в других местах 6 ноября было задержано ещё 10 подозреваемых (8 мужчин и 2 женщины).  Лидер банды Усманов (он же Ибайдулло Субханов) приехал в Россию в 2011 году вместе с братом Холиком, оба жили по поддельным документам. Вдвоём с братом в 2011—2012 годах они организовали данную банду, в состав которой входили граждане Узбекистана, Таджикистана и Кыргызстана, работающие в России. Всех членов банды лично подбирал Ибайдулло Субханов, участники банды знали друг друга только по кличкам. Хотя его брат Холик Субханов утверждал, что он был якобы завербован радикальными исламистами и проходил обучение в группе исламского джихада в Пакистане, версия о причастности бандитов к радикальным исламистским группировкам или ИГ не подтвердилась следствием, все убийства, по данным следствия, они совершали из корыстных побуждений.
Банде вначале вменяли несколько убийств автомобилистов, обстрелы и ранения граждан в Московской области в 2009—2014 годах, в том числе как минимум одно на трассе «Дон», производившихся для тренировки и испытания направляемых бандой в Сирию, Афганистан и Пакистан боевиков. Задержанные 6 ноября лица обвинялись в подготовке актов терроризма, в хранении оружия, патронов. В ходе следствия выяснилось, что в большинстве случаев убийства совершались с целью грабежа. Так как бандиты часто меняли самодельное огнестрельное оружие, которое изготавливал на купленном оборудовании Фазлитдин Хасанов, оружейник банды, то следствие не сразу установило причастность банды к остальным убийствам.

### 7 ноября
Коптевским судом Москвы выдано разрешение на арест предполагаемого участника банды — уроженца Таджикистана, Абдумукима Мамадчонова, который подозревается в совершении преступления, предусмотренного статьёй ст. 222 УК РФ Незаконные приобретение, передача, сбыт, хранение, перевозка или ношение оружия. При обыске в квартире, где произвели его задержание, были найдены автоматы и патроны. Срок ареста установлен до 5 декабря. Следствие начало проверку задержанного на причастность к другим преступлениям.

### 8 ноября
Президент Российской Федерации Владимир Путин поблагодарил министра внутренних дел Владимира Колокольцева за проведённое задержание предполагаемых членов «банды GTA», убивавших водителей в Подмосковье.

### 12 ноября
Официальный представитель Следственного комитета РФ Владимир Маркин заявил:

Версия о том, что члены банды подражали персонажам компьютерной игры ГТА, своё подтверждение так и не нашла. Следствие установило, что при совершении убийств участники банды руководствовались лишь корыстными мотивами, похищая деньги своих жертв.
Слова представителя СК о корыстных мотивах противоречат другим сообщениям СМИ о ходе расследования, где утверждается, что основной целью банды был террор (а также вербовка и тренировка будущих боевиков ИГ). У следователей складывается примерная картина создания и действий банды GTA. Когда Усманов (Ибайдулло Субханов) прибыл в Россию, он познакомился с уроженцем Таджикистана по имени Баир Гуломов. Главарь банды, Ибайдулло Субханов, лично подбирал и обрабатывал гастарбайтеров, водителей нелегального такси, тренировал их обращению с оружием, давал им «задания». При этом боевым крещением для новичков банды был выезд с главарём для убийства автолюбителей. Рядовые члены банды забирали у жертв телефоны, наличные деньги (обычно незначительные), документы и технику. Поэтому следствие, ориентируясь на показания боевиков, а не лидеров банды (которых среди арестованных нет), заявляло о том, что действия злоумышленников носили исключительно корыстный мотив. Однако в узбекских источниках утверждалось, что главарь Ибайдулло Субханов и идеолог банды Гуломов якобы действовали из своих идеологических убеждений, вели террористическую борьбу, стремясь посеять панику среди населения РФ, а также якобы готовили боевиков для государственного переворота в Узбекистане. Ряд статей в российских СМИ подвергает сомнению оценку следствия об исключительно корыстных мотивах банды, указывая на явную террористическую подоплеку действий членов банды ГТА.

## Роль руководителя управделами Генпрокуратуры
13 ноября 2014 года официальный представитель Следственного комитета РФ (СКР) Владимир Маркин подтвердил, что руководитель управления делами Генпрокуратуры Алексей Староверов был допрошен в качестве свидетеля по делу о банде ГТА. По его словам, прокурор дал исчерпывающие показания: «В ходе допроса от Староверова получены исчерпывающие сведения», — сказал Маркин.
Как уточнил представитель СКР, родственница (мать) начальника управделами Генеральной прокуратуры сдавала в аренду хозяйственную постройку, для проживания совместно c сожительницей и двумя детьми погибшему при задержании во время штурма этой постройки предполагаемому организатору обезвреженной преступной группировки, гражданину Кыргызстана Усманову. Женщина и дети скрылись до начала спецоперации. Сам начальник управления Алексей Староверов, известный как один из самых богатых силовиков России по версии «Форбс», с бандой не контактировал.

После задержания Староверова перевозбудился давний оппонент прокуратуры, СК. Было предпринято несколько попыток возбудить уголовное дело в отношении Староверова (от ст. 317 УК «Посягательство на жизнь сотрудника правоохранительного органа» до ст. 222 УК «Незаконный оборот оружия»), но на защиту коллеги стеной встала Генпрокуратура (Виктор Гринь, замгенпрокурора, лично отменил постановление о возбуждении уголовного дела в отношении Староверова). В итоге Староверов отделался отставкой и стал «предпринимателем». А зампред СК Василий Пискарев, который лично настаивал на возбуждении уголовного дела и аресте Староверова, был отправлен депутатствовать в Госдуму (чуть более почетная отставка), где сейчас возглавляет Комитет по безопасности и противодействию коррупции.— «Кто рулил в банде ГТА?», «Новая газета» от 08 августа 2017.
Ранее появилась информация, что Генеральный прокурор РФ Юрий Чайка отстранил Староверова от работы. Утверждалось, что эта мера временная и он сможет вернуться к исполнению своих обязанностей после завершения служебной проверки.

## Завершение расследования по делу банды
23 июня 2016 года Главное следственное управление СК РФ завершило расследование по уголовному делу о преступной деятельности банды. По уголовному делу предъявили обвинение девяти членам банды, которое утвердил замгенпрокурора Российской Федерации Виктор Гринь.
Продолжалось следствие по делу ещё четверых участников банды, двое из которых были задержаны в Таджикистане. При этом один из них — Баир Гуломов — является идеологом банды. В сообщениях опять указывается, что задержанные (в частности 38-летний Фаррух Азамджонов — вербовщик Исламского Государства) были связаны с ИГ и называли себя «джамаатом».
Суд над бандой состоялся летом 2016 года.

## Судебный процесс
28 июня 2016 дело девяти членов банды ГТА поступило в Мособлсуд.
Обвинением было описано 15 разбойных нападений, сопряжённых с убийством 17 граждан и покушением на убийство двух человек, в том числе ранее неизвестные прессе — первыми двумя жертвами банды по двум эпизодам в 2012 году стали гастарбайтеры-таксисты, которых члены банды знали лично и убили ради захвата их автомобилей. Также неизвестным ранее эпизодом является жестокое убийство без ограбления велосипедиста Владимира Кирилюка (председателя наблюдательного совета «Флора-Москва») в начале 2014 года, якобы как случайного свидетеля. Все обвиняемые частично признали свою вину.

### Перестрелка в суде
1 августа 2017 года в перестрелке при попытке побега из здания Мособлсуда были убиты три фигуранта дела «банды ГТА», ещё двое подсудимых были ранены. В лифте суда подсудимые напали на конвоиров и завладели их оружием, после чего началась перестрелка. В Следственном комитете уточнили, что в лифте пятерых подсудимых сопровождали только двое конвоиров (мужчина и женщина). Ошибками конвоя было названо то, что наручники на подсудимых были застёгнуты спереди, а не за спиной, а также малочисленность конвоя, что позволило подсудимым остановить лифт (прыгая в нём), напасть на конвоиров, придушить их, завладеть табельным оружием и ключами от наручников. По инструкции должно было быть двое конвоиров на одного подсудимого, то есть минимум 10 человек, что было грубо нарушено. После этого на конвоиров завели уголовное дело за халатность, за что конвоиры и их начальники в 2019 году получили условные сроки.
НТВ со ссылкой на Минздрав сообщил, что жизни двоих пострадавших ничего не угрожает. Позднее «Интерфаксу» рассказали, что у пострадавших мужчины и женщины нет огнестрельных ранений. Уточнено, что один из конвоиров (мужчина) находится в реанимации в тяжёлом состоянии из-за последствий удушения.
В МВД России также сообщили, что ранение в плечо при перестрелке получил сотрудник Росгвардии, а двое полицейских получили травмы.
Стали известны имена трёх убитых членов банды: Холик Субханов (брат главаря банды), Абдумуким Мамадчонов и Мирзомавлон Мирзошарипов. Один из двух раненых бандитов, Фазлитдин Хасанов, скончался в больнице.

### Приговор
1 августа 2018 года Московский областной суд вынес приговор по делу «банды ГТА». Шерозджон Кодиров, Хазратхон Додохонов, Умар Хасанов и Анвар Улугмурадов были приговорены к пожизненному лишению свободы, Зафарджон Гулямов — к 20 годам лишения свободы в колонии строгого режима. В зале суда присутствовали многочисленные родственники осуждённых, причём взаимосвязанные друг с другом (так как эти бандиты предпочитали жениться в Москве на сёстрах сообщников). Почти все бандиты были родом из района таджикского города Исфара, а главарь Ибайдулло Субханов и его брат Холик — из киргизского города Ош. Родственники в интервью пытались выгородить своих родных из банды ГТА, отмечая их прежние моральные качества, которые «испортила Москва», при этом родственники часто жили на деньги, отобранные бандитами у убитых ими жертв. В некоторых статьях утверждается, что многие родственники уже успели оформить российское гражданство.
Два активных члена банды (Баир Гуломов (один из главарей) и Муроджон Каримов) были задержаны в 2015 году в Таджикистане и там же осуждены, так как законодательство Таджикистана не предусматривает выдачу своих граждан в другие государства. Каждый из них получил по 25 лет лишения свободы.

## В культуре
Документальные и художественные фильмы
- «Дельта. Продолжение» (17-18 серии) (телесериал, 2015)
- «Если не мы? То кто? №2»  (smotraTV, 2015) [60]
- «ЧП. Расследование: Трасса смерти» (НТВ, 2017)
- «Трасса смерти» (телесериал, 2017)
- «Линия защиты. Отморозки с обочины» (ТВ Центр, 2018)
- «Это реальная история 2. Банда ГТА» (ТВ-3, 2019)
- Настоящая история убийц с трассы „Дон“» (Редакция, 2021)[61]
- «Дела №4 / ДОРОГА СМЕРТИ. БАНДА ГТА / (Саша Сулим, Денис Дорохов, Стас Круглицкий)» (LABELSMART, 2022)
- «Невский» (6 сезон, 19 серия)

Литература
- Илья Бушмин — «Дорога смерти»